# سكر

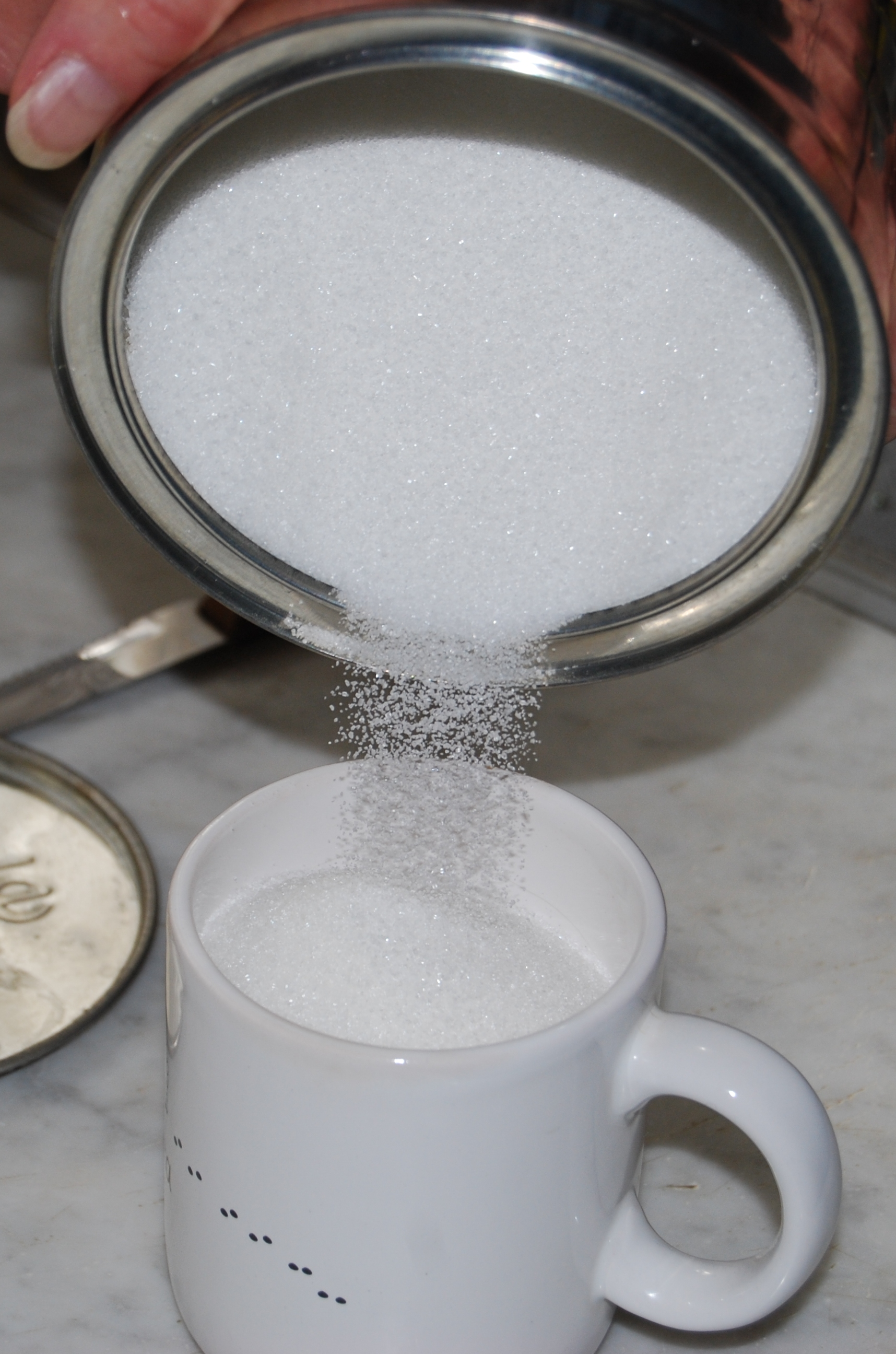
سكر الطعام (السكروز) وهو أشهر أنواع السكر

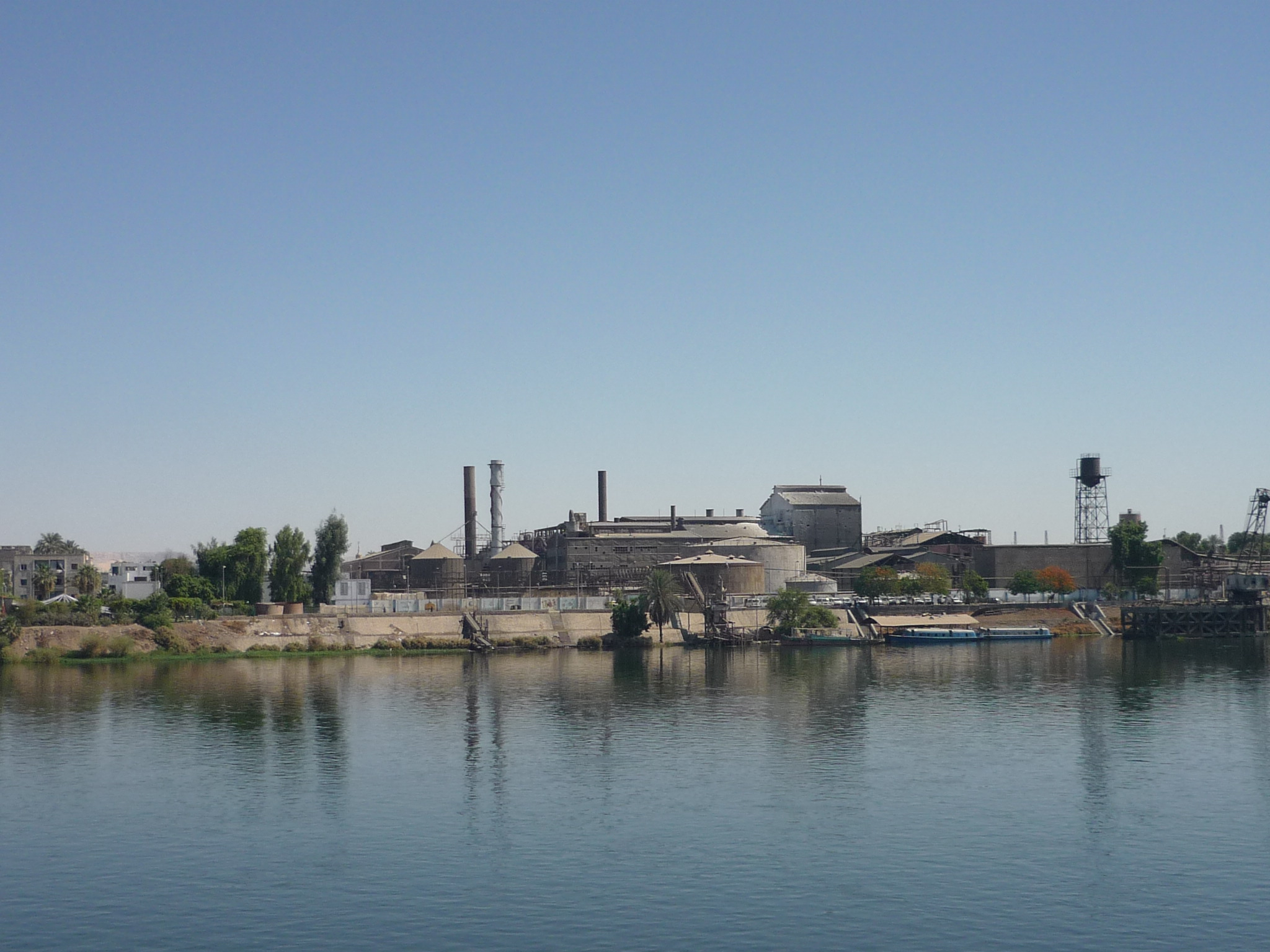
مصنع سكر قرب أرمنت بصعيد مصر

السُّكَّر مادة تنتمي إلى فئةٍ من الأطعمة، تعرف باسم المواد الكربوهيدراتية، وأشهرها سكر الطعام، وهي نتاج للتركيب الضوئي الذي هو عملية صنع الغذاء في النباتات، وكثير منها يتم استخدامها في الغذاء. وهي الكربوهيدرات، ويتألف من الكربون والهيدروجين والأكسجين، ويستخرج السكروز من شمندر السكر، وقصب السكر، ويستخدم على نطاق واسع كمادة محلِّية.
توجد السكريات في أنسجة معظم النباتات، ولكن موجودة في تركيز كافي لاستخراجها بكفاءة عالية فقط في قصب السكر وبنجر السكر وقصب السكر الذي يتم زراعته في المناطق الحارة في جنوب آسيا وجنوب شرق آسيا منذ العصور القديمة. حدث توسع كبير في إنتاجه في القرن الثامن عشر مع إنشاء مزارع قصب السكر في جزر الهند الغربية والأمريكتين. وكانت هذه هي المرة الأولى التي أصبح السكر متاحا للعامة والذي كان قد سبق إلى الاعتماد على العسل لتحلية الأطعمة.
إنتاج السكر غير مجرى التاريخ البشري في نواح كثيرة، وأثر على تشكيل المستعمرات واستمرار العبودية والانتقال إلى العمل بالسخرة وهجرة الشعوب والحروب بين الدول للسيطرة على نسبة السكر في التجارة في القرن التاسع عشر وأثر على التركيبة السكانية والهيكل السياسي للعالم الجديد.
أنتج العالم حوالي 168 مليون طن من السكر في عام 2011. والشخص العادي يستهلك حوالي 24 كجم من السكر سنويّاً (33.1 كيلوغرام في البلدان الصناعية)، أي ما يعادل أكثر من 260 سعرة حرارية غذائية للشخص الواحد في اليوم.

## صناعة السكر تاريخيًا

### السكر في العصور القديمة
عرف نبات قصب السكر منذ الألف الثامن قبل الميلاد على ضفاف خليج البنغال ومن ثم انتشر للمناطق المحيطة به (اندونيسيا - ماليزيا - الهند الصينية - جنوب الصين). ومنذ عام 327 ق.م. أشرف جنود الإسكندر المقدوني على مزارع قصب السكر في الهند واستفادوا من خبرة السكان المحليين في عصر نبات القصب وتكثيف العصير وبلورته ولكن كان يستعمل على أنه من أنواع العلاج وليس طعاماً.

### السكر في العصور الوسطى والثورة الزراعية في الدولة الإسلامية
و من ثم عرف العرب السكر بصورته في ذلك الوقت كمعجون لزج شبه بلوّري ذو فوائد طبية، وتمكنوا من توسيع زراعته على امتداد الدولة الإسلامية، بنظم ري ثورية فتغلبوا على عائق الشروط المناخية لزراعة القصب.
و تم بناء أول مصانع تكرير السكر والتي ارتقت بجودة المنتج. وقد عرفت أوروبا السكر بمفهومه الحديث من الاحتكاك بالحضارة الإسلامية في صقلية وقبرص والأندلس في القرن الثامن والتاسع الميلادي.
و كان أول تسجيل معروف للسكر باللغة الإنجليزية في أواخر القرن الثالث عشر عندما كان الفرسان الصليبيون يعودون لبلادهم ومعهم ما أطلقوا عليه «الملح الحلو» واصفين إياه بأنه «أكثر البضائع قيمة وأهمية لاستخدام الإنسان وصحته».

### مرحلة الانتشار في أوروبا
و منذ القرون الوسطى كان السكر يشكل حجر أساس في اقتصاديات أوروبا كسلعة غالية لا تصنع محليا تدور حولها صراعات الاحتكار والتجارة. فلاحقا، استطاعت البندقية التي كانت تستورد السكر كمنتج نهائي من الإسكندرية بتصنيع السكر من مواد خام مستوردة وأسست لاحتكار تجارة السكر في أوروبا، ولكن هذا الاحتكار لم يدم طويلاً؛ حيث تمكن مستكشفين من البرتغال في بداية القرن السادس عشر بالعودة من الهند حاملين الذهب حلو المذاق لتصبح عاصمة صناعة السكر في أوروبا في ذلك القرن. ثم وصل السكر لأسواق فرنسا، وفي عهد لويس الرابع عشر كان يمكن شراء السكر بالرطل. وبحلول القرن الثامن عشر، كان السكر أصبح في متناول الطبقة العليا والوسطى في أوروبا.
و ارتبطت صناعة السكر في أوروبا بتجارة العبيد كونهم عمالة رخيصة تتحمل مشقة هذه الصناعة التي تتطلب مجهودا كبيرا، لارتباط زراعتها بالمناخ الحار وصعوبة نقل المواد الخام لثقلها وطرق العصر والتكثيف، فكانت أفريقيا بمثابة الحل السحري لأرستقراطيي أوروبا كمصدر العبيد الأول لصناعة السكر في مشهد مشابه لحالة العبيد الذين جُلبوا لأمريكا لاستغلالهم في زراعة القطن بعد عدة قرون.

### مرحلة الإنتاج الكثيف ونقل الصناعة للأمريكتين
في عام /1493 م/ قام كريستوف كولومبوس خلال رحلته الثانية بنقل نبات قصب السكر إلى القارة الجديدة. لكن صناعياً بدأ إنتاج السكر من القصب لأول مرة عام /1747 م/ في الولايات المتحدة الأمريكية.
صناعة السكر بقيت في القرن السابع عشر أكثر ازدهاراً في القارة الجديدة حيث أنتج سكر خام فيها ومن ثم شحن بحراً إلى أوروبا لتكريره ومن ثم استهلاكه.
- وبنفس الفترة استطاع عالم ألماني الحصول على السكروز (السكر الأبيض) من نبات الشوندر السكري التي انتقلت زراعته إلى أوروبا خلال الحروب الصليبية من بلاد الشام - موطنه الأصلي - التي كان يزرع فيها لتحضير أنواع السلطة.

## سكر الطعام
سكر الطعام لفظ متداول للإشارة إلى المادة التي اسمها العلمي سكروز، وهي المادة المفضلة للإنسان للتحلية. يستخرج السكر بشكل أساسي من قصب السكر في المناطق الحارة من العالم كما يستخرج من شمندر السكر في المناطق الشمالية الباردة بالإضافة إلى وجود أنواع من سكر الفواكه التي تسخدم كذلك للتحلية وصنع الحلويات المختلفة.
ينبغي التعامل مع السكر بحذر حيث أن السكر من الممنوعات بالنسبة لمرضى السكري بشكل خاص.

## الاستهلاك
في معظم أنحاء العالم ، يعد السكر جزءًا مهمًا من النظام الغذائي للإنسان ، مما يجعل الطعام أكثر قبولًا ويوفر الطاقة الغذائية. بعد الحبوب والزيوت النباتية ، وفر السكر المشتق من قصب السكر والبنجر سعرات حرارية أكثر للفرد في اليوم في المتوسط من المجموعات الغذائية الأخرى.
في عام 1750 ، حصل البريطاني العادي على 72 سعرًا حراريًا يوميًا من السكر. في عام 1913 ارتفع هذا إلى 395 سعرً حراريًا. في عام 2015 لا يزال يوفر حوالي 14 ٪ من السعرات الحرارية في الأنظمة الغذائية البريطانية.
وفقًا لأحد المصادر ، كان استهلاك الفرد من السكر في عام 2016 هو الأعلى في الولايات المتحدة ، تليها ألمانيا وهولندا.

## عملية التصنيع الحديثة ومراحلها
مع أن بداية عملية التصنيع الحديث للسكر كانت في القرن الثامن عشر، لكن شهدت هذه الصناعة طفرة قوية في العقود السابقة مع تطور تكنولوجيا التحكم الإلكتروني الحديث التي سمحت بإنشاء خطوط إنتاج ذات عمالة متوسطة والتي تعمل بكفاءة عالية لتسمح بإنتاج كثيف رخيص التكلفة بنسبة فقد بسيطة، كما أنها عملية نظيفة غير ملوثة للبيئة أو باعثة لغاز ثنائي أكسيد الكربون والتي توفر أيضاً كمية كبيرة من المنتجات الفرعية الناتجة عن عملية التكرير والمستخدمة في تطبيقات أخرى كثيرة مثل صناعة العلف ودبس السكر والكحل والخل الأبيض ومواد التخمير والسماد...إلخ.
و فيما يلي مراحل التصنيع:
1. بعد أن يتم وزن كمية القصب أو البنجر وأخذ عينة لتحليل جودة المحصول، يمر المحصول في خط الإنتاج على مرحلة الغسيل فالتقطيع والتشريح حتى يتحول النبات لمادة ليفية ويظهر قلبه المليء بالسكروز.
2. تغذي أزواج من البكرات القصب المقطع على سيور إلى سلسلة من المطاحن، يتكون كل مطحن من ثلاث بكرات كبيرة مرتبة في شكل مثلثي، فيتم طحن القصب في كل مطحن مرتين. ومؤخراً تم تطبيق طريقة الانتشار لاستخلاص العصارة حيث ينتشر العصير في الماء ليضخ في المطاحن ولتتبقى مادة ليفية شبه جافة تستخدم كعلف للحيوانات أو كوقود للغلايات أو في صناعة الورق.
3. وتتم معالجة العصارة الخام بإضافة الحرارة والكلس لإزالة الشوائب والطين، وتصب العصارة الصافية خارجا.
4. تتم تنقية العصارة الموحلة تحت ضغط منخفض، فتتم إعادة العصارة في التدوير واستخدام الوحل كسماد للأرض الزراعية.
5. يتم تكثيف العصارة بتبخير معظم المياه تحت ضغط منخفض في سلسلة من الأوعية المتصلة تسمى «المبخرات». ملحوظة: الماء يغلي عند درجة حرارة أقل تحت الضغط المنخفض فيتم توفير الحرارة وجودة المنتج
6. يتم غلي العصارة (70% منها مادة صلبة الآن) تحت ضغط منخفض، ولكن في حاويات ضخمة حتى يتم تركيز العصارة للدرجة المرغوبة، ويتم إطلاق البلورات ذات الحجم المحدد مع المتبقى من الماء.
7. تتم إدارة خليط البلورات والماء في أجهزة طرد مركزي لعزل البلورات. ويؤخذ السائل الأسود المحيط بالبلورات ليتم غليه وتكرار هذه العملية مرتين للحصول على أفضل نتيجة. ويستخدم هذا السائل المتبقي في صناعة الكحول.
8. يتم تجفيف السكر الخام بتمريره في تيار هواء دافئ، ثم يتم تبريده بالهواء الجاف حتى تتم تعبئته.

## أنواع السكر
1. سكر بني: سكر أبيض مع المولاس:(محلول بني مائل إلى اللون الأسود وينتج من تكرير قصب السكر وسكر الشمندر).
2. سكر القصب: المأخوذ من القصب.
3. سكر الفاكهة: السكر الذي يتواجد بشكل طبيعي في الفاكهة.
4. سكر الشعير: يتم الحصول عليه من الشعير.
5. سكر الشمندر: السكر الذي يتم الحصول عليه من البنجر.
6. سكر الخروع: عبارة عن كريستالات من السكر الأبيض.
7. سكر البلح: هو السكر الذي ينتج من البلح.

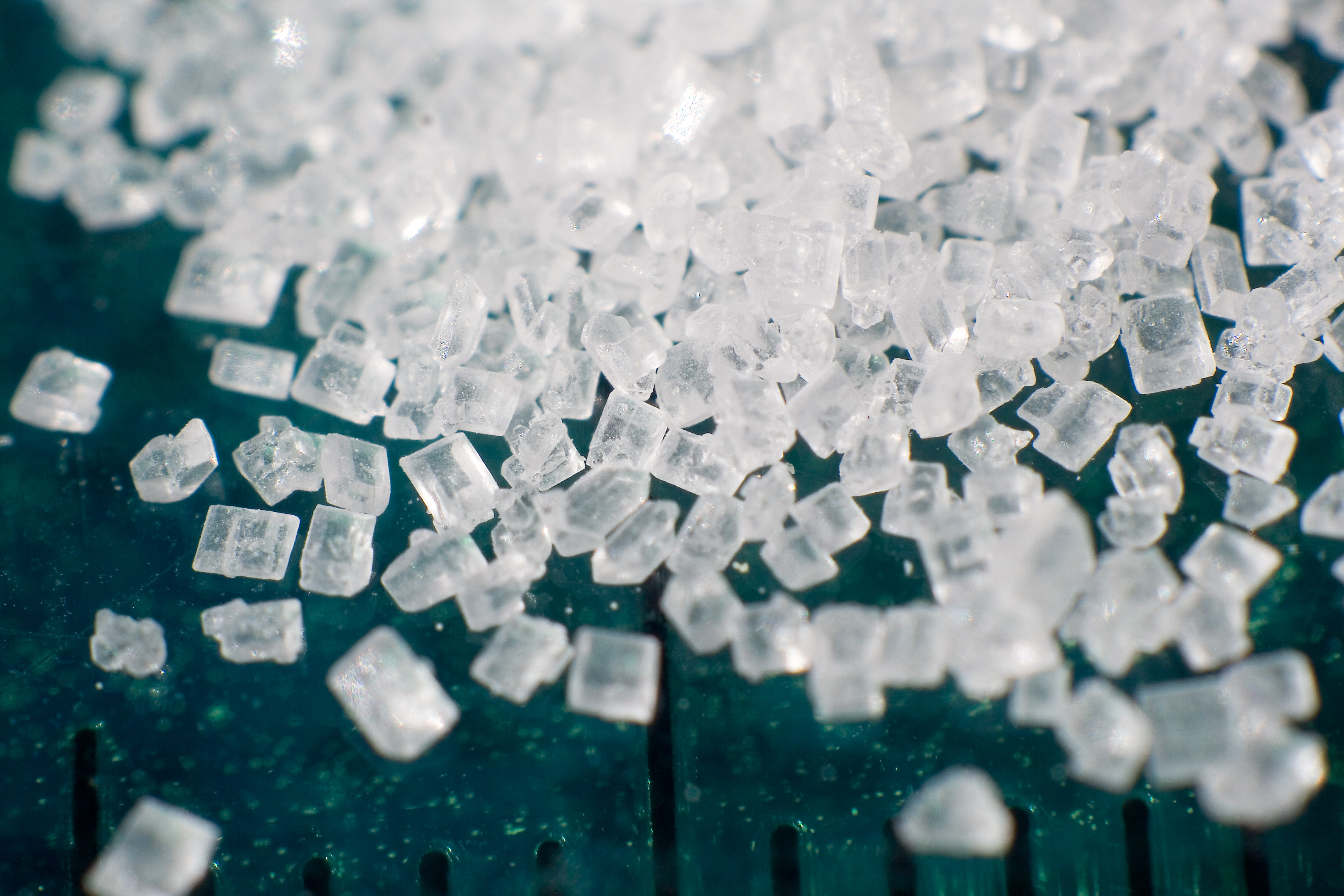
سكر الطعام

### الفركتوز
يسمى أيضاً الفيولوز، وهو من السكريات الصناعية وأكثرها حلاوة بين جميع أنواع السكريات الطبيعية (ومنها المالتوز والسكروز والذرة).

### الجلوكوز
من السكريات الطبيعية التي تتواجد في الفواكه والعسل وبعض النباتات.

## الدول المنتجة
أكبر خمسة منتجين للسكر في العالم عام 2011 هم البرازيل، الهند، الاتحاد الأوروبي، الصين، وتايلاند. وأكبر الدول المصدرة للسكر في نفس العام هي البرازيل، وتأتي بعدها بكثير تايلاند، إستراليا، والهند.
وأكبر مستوردين للسكر هم الاتحاد الأوروبي، الولايات المتحدة الأمريكية، وإندونيسيا.
| الدولة           | 2007/08 | 2008/09 | 2009/10 | 2010/11 | 2011/12 |
| ---------------- | ------- | ------- | ------- | ------- | ------- |
| البرازيل         | 31,600  | 31,850  | 36,400  | 38,350  | 35,750  |
| الهند            | 28,630  | 15,950  | 20,637  | 26,650  | 28,300  |
| الاتحاد الأوروبي | 15,614  | 14,014  | 16,687  | 15,090  | 16,740  |
| الصين            | 15,898  | 13,317  | 11,429  | 11,199  | 11,840  |
| تايلاند          | 7,820   | 7,200   | 6,930   | 9,663   | 10,170  |
| الولايات المتحدة | 7,396   | 6,833   | 7,224   | 7,110   | 7,153   |
| المكسيك          | 5,852   | 5,260   | 5,115   | 5,495   | 5,650   |
| روسيا            | 3,200   | 3,481   | 3,444   | 2,996   | 4,800   |
| باكستان          | 4,163   | 3,512   | 3,420   | 3,920   | 4,220   |
| أستراليا         | 4,939   | 4,814   | 4,700   | 3,700   | 4,150   |
| دول أخرى         | 38,424  | 37,913  | 37,701  | 37,264  | 39,474  |
| المجموع          | 163,536 | 144,144 | 153,687 | 161,437 | 168,247 |

## معرض صور

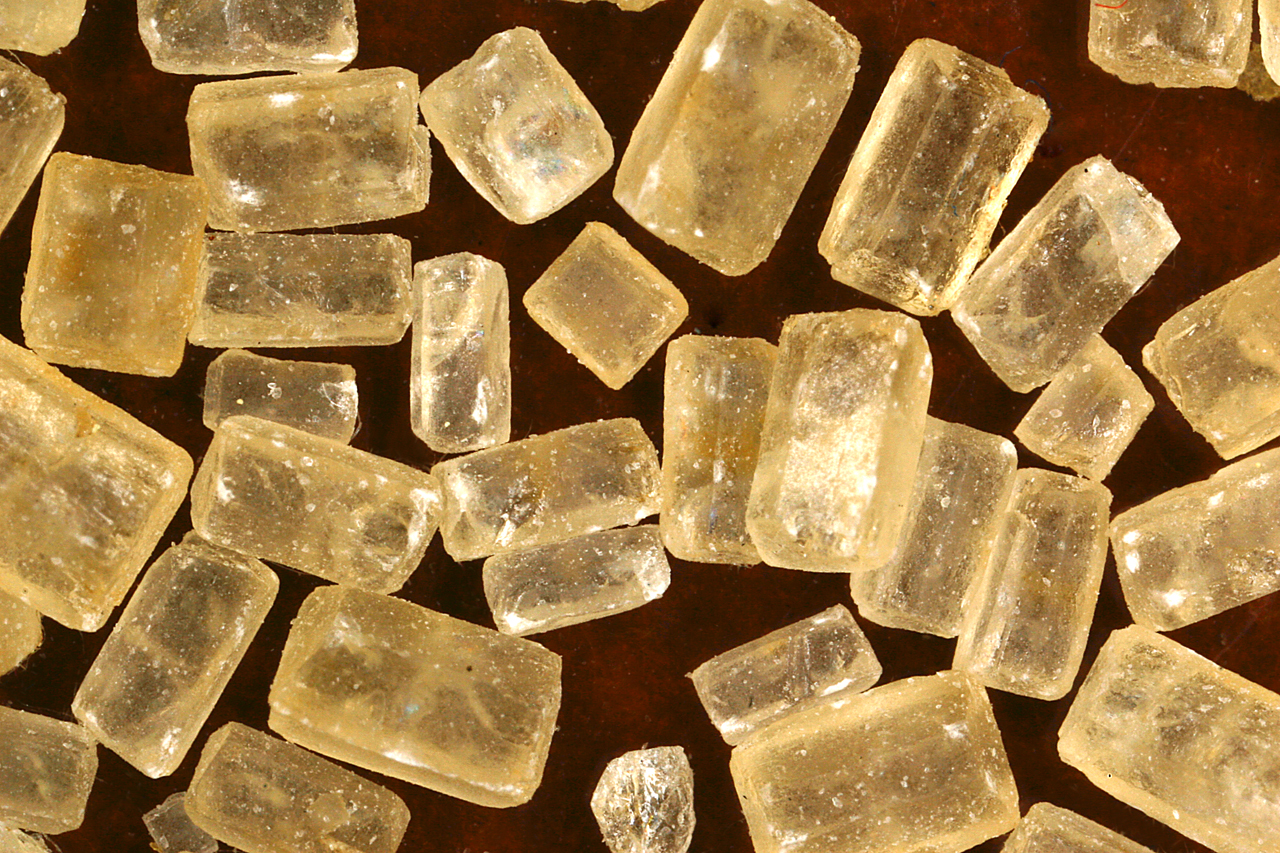
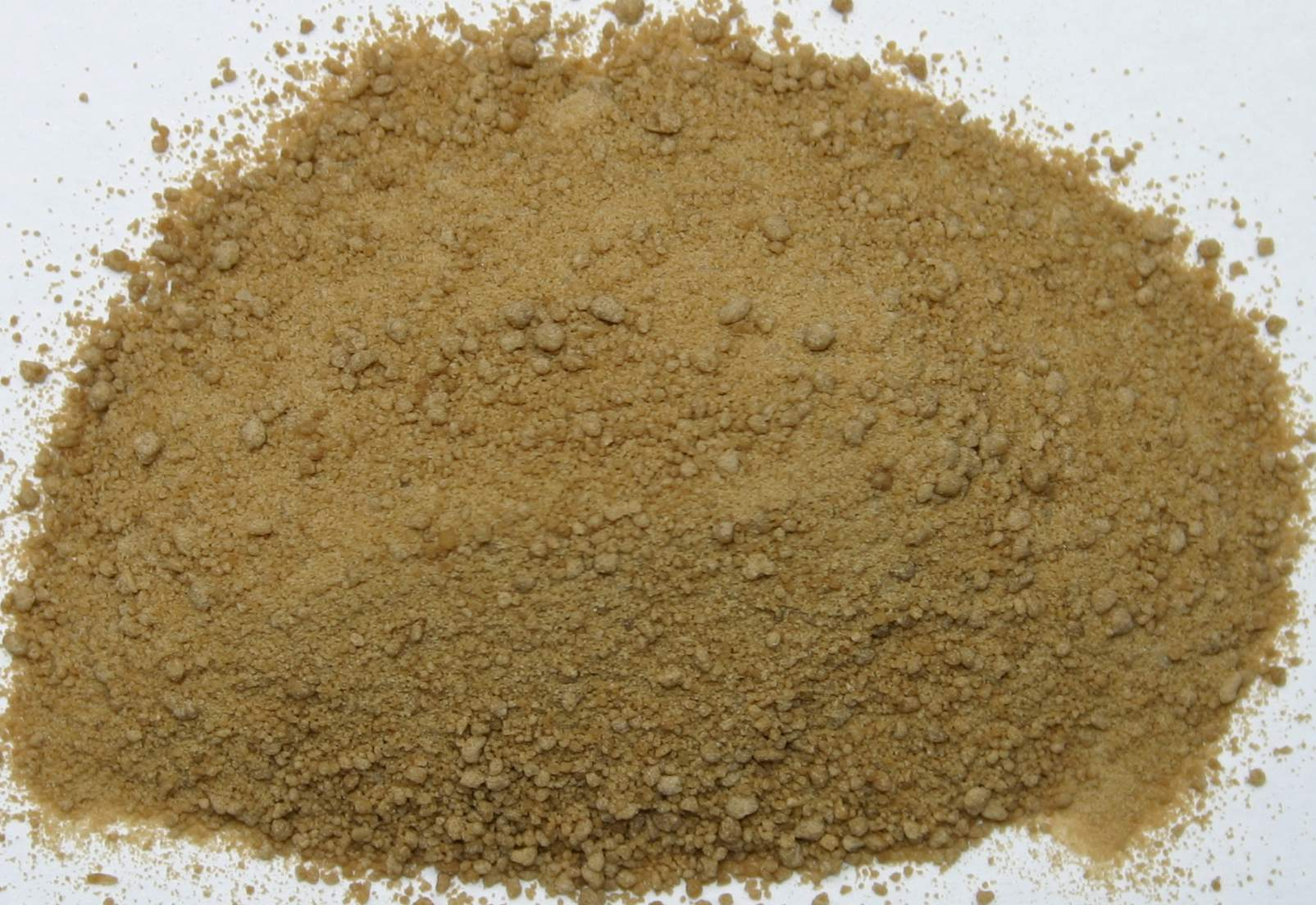
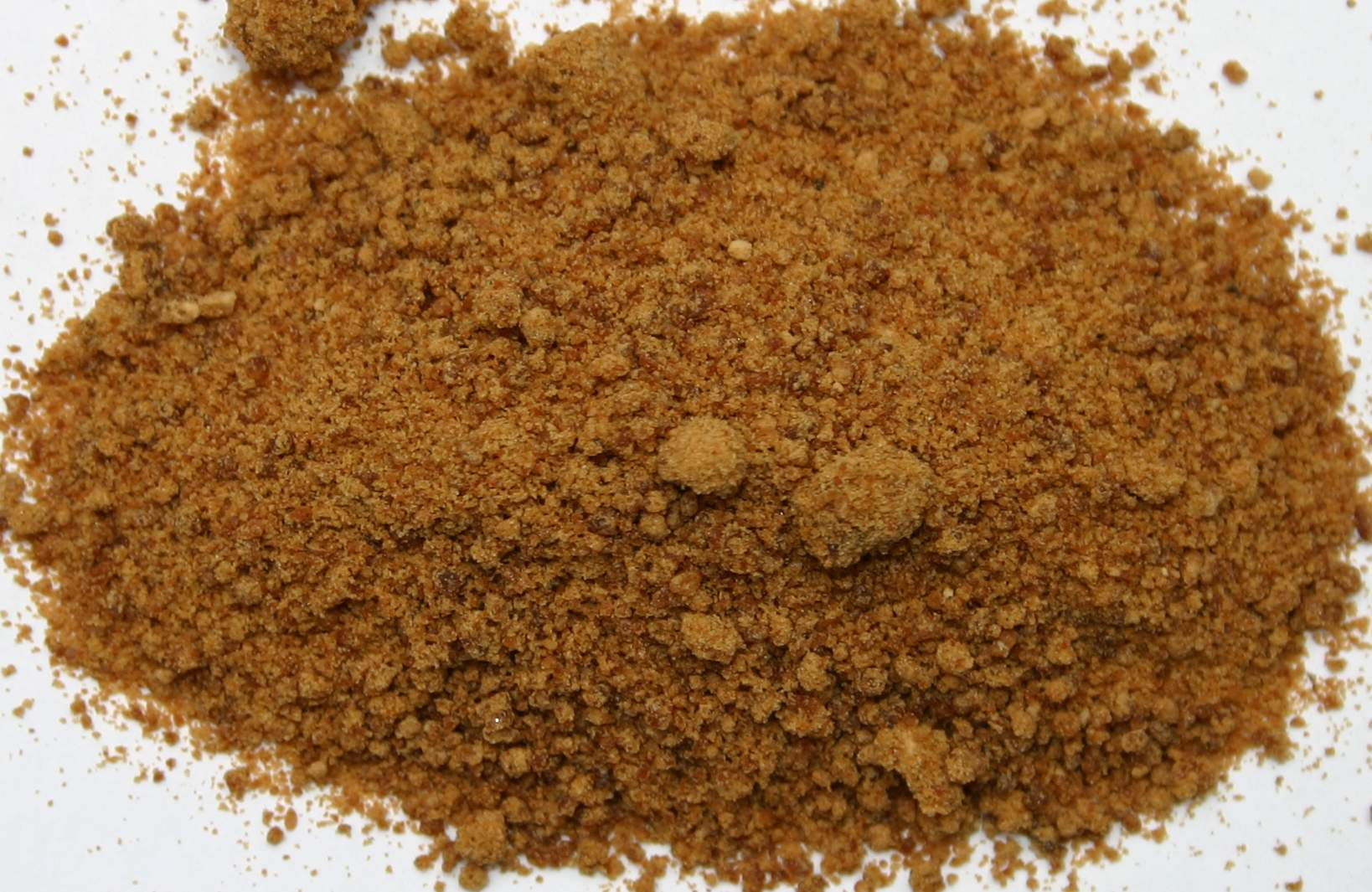
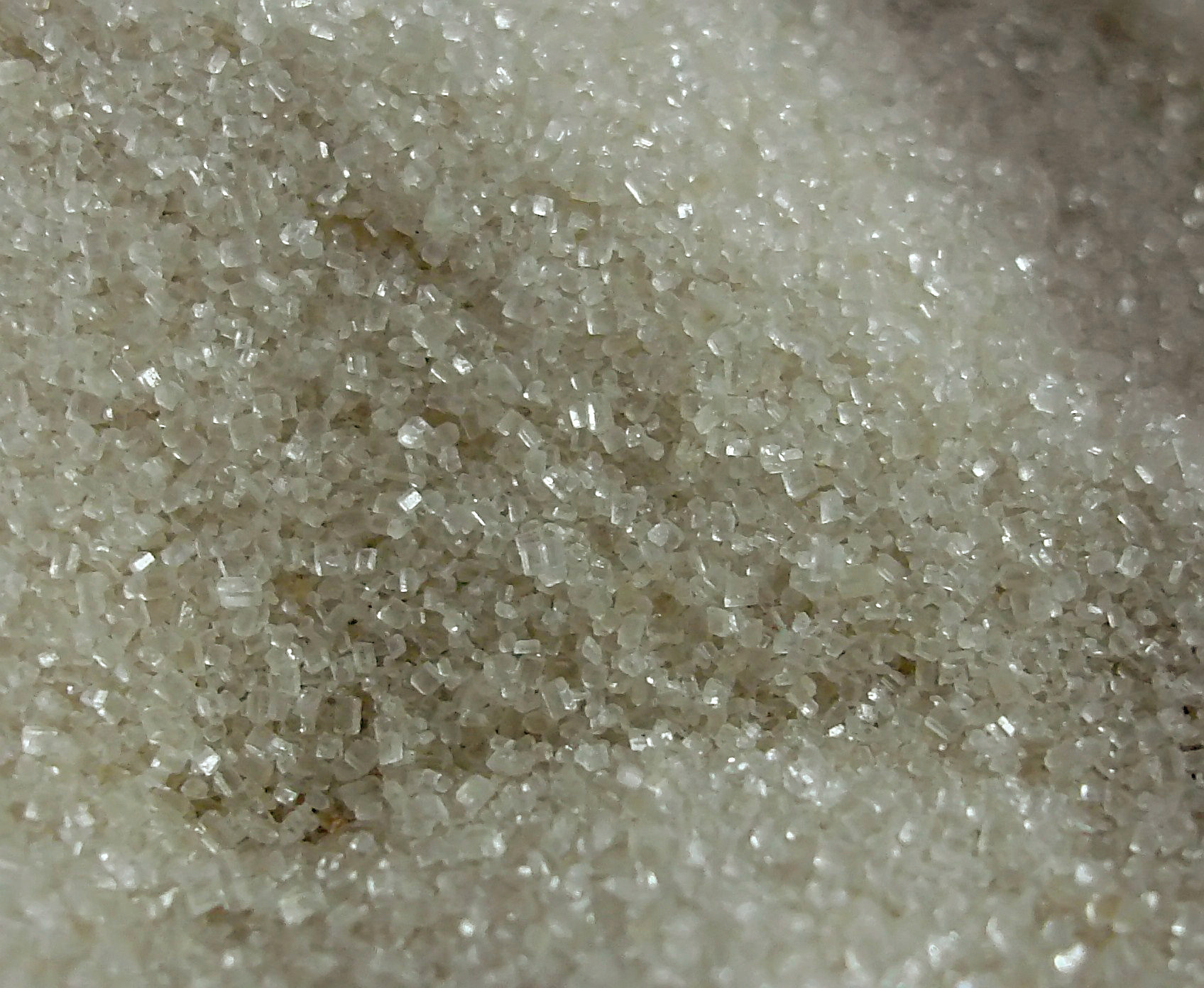
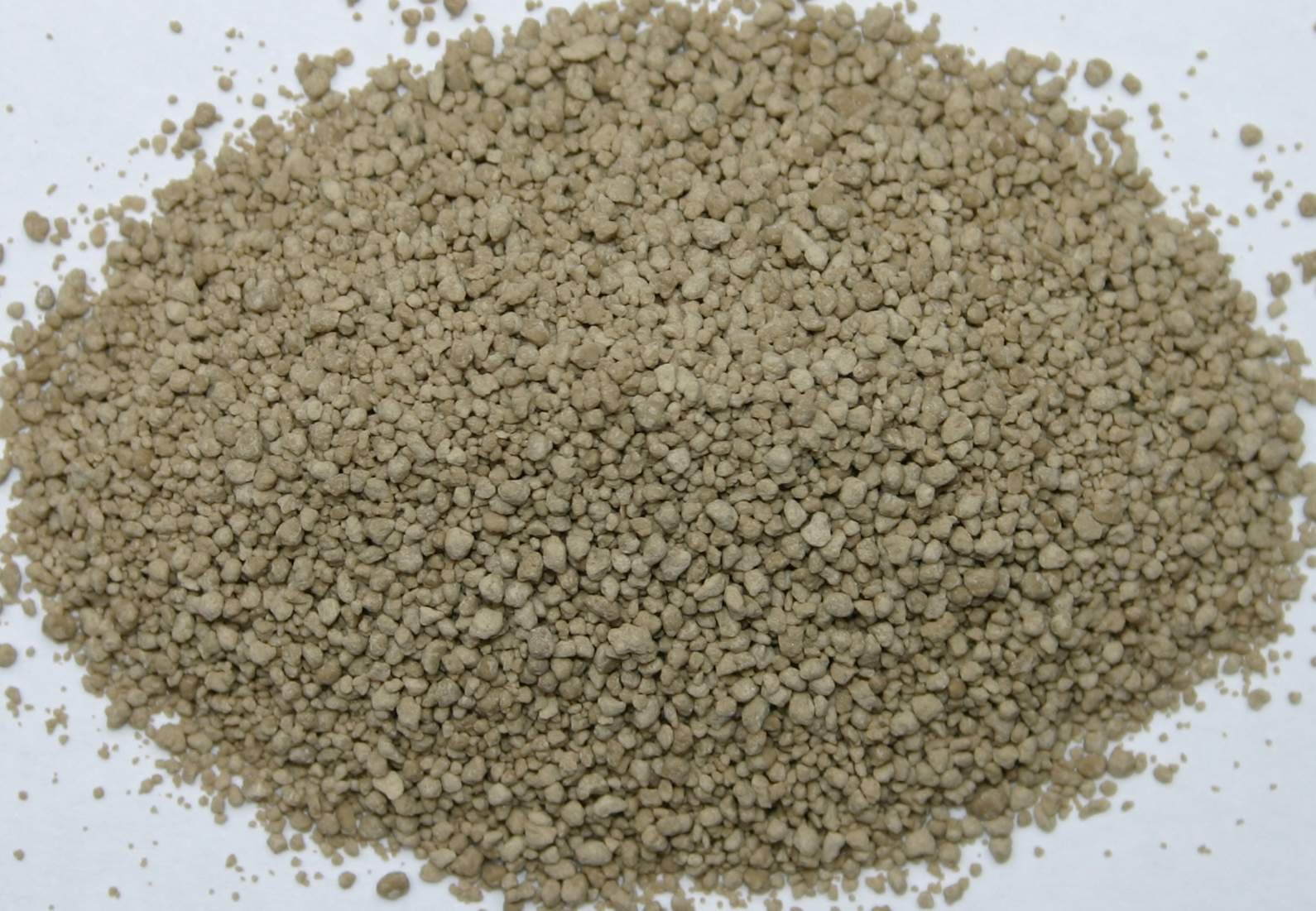

## روابط خارجية
- Sugar على مشروع الدليل المفتوح